# Festino degli dei

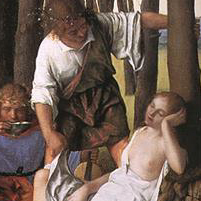
Priapo e la ninfa

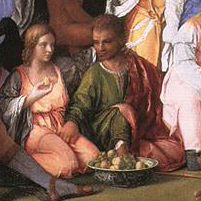
Avance di Nettuno

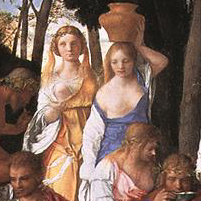
Ninfe

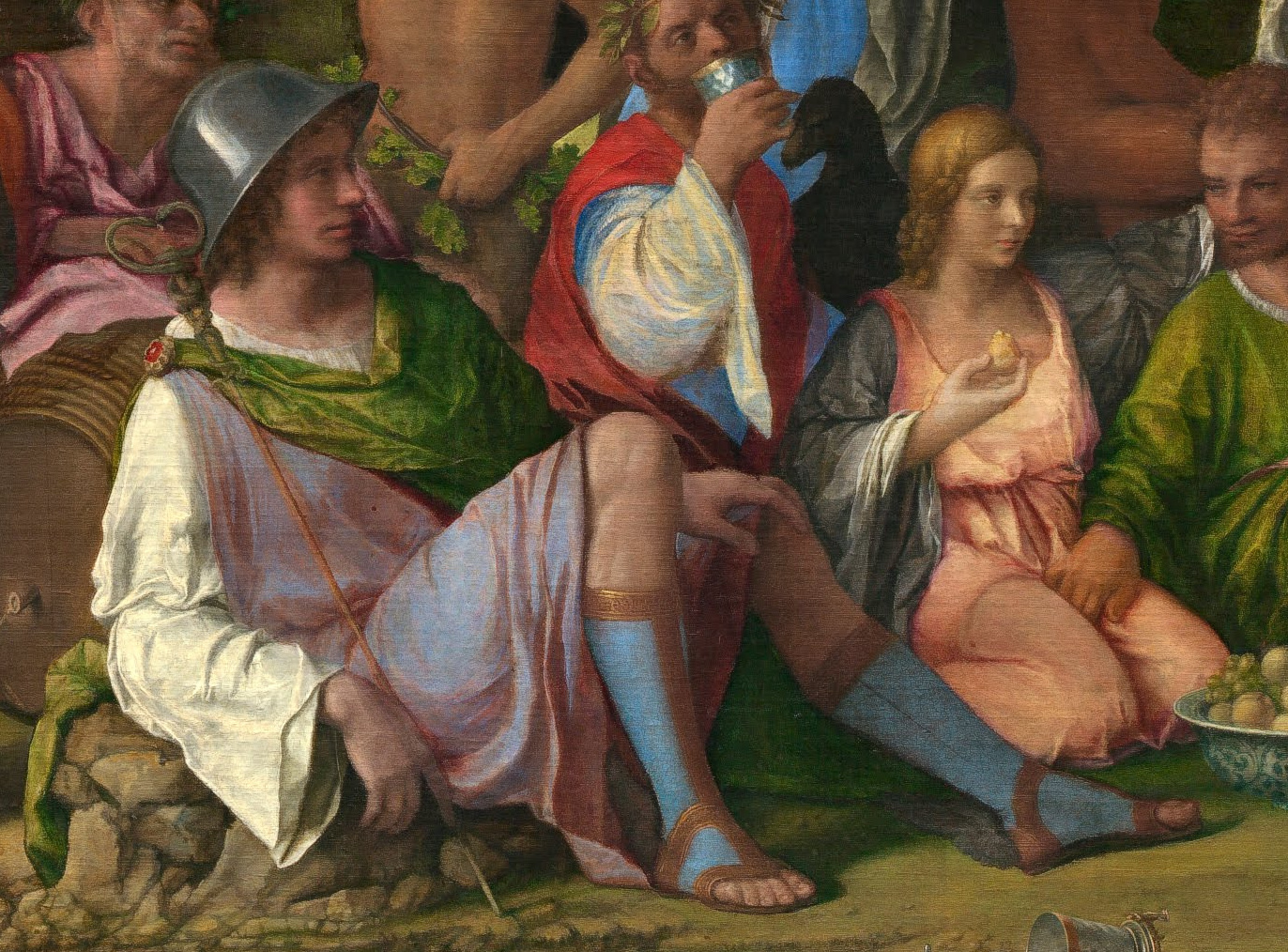
Mercurio

Il Festino degli dei è un dipinto a olio su tela (170x188 cm) di Giovanni Bellini, databile al 1514 e conservato nella National Gallery of Art di Washington. È firmato e datato: «IOANNES BELLINVS VENETVS P[inxit] MDXIV», sul cartiglio appeso al tino di legno, in basso a destra. L'opera venne poi ritoccata da Dosso Dossi e da Tiziano nel paesaggio.

## Storia

### I contatti con Isabella d'Este
È nozione comune che Bellini non amasse dipingere quadri di soggetto mitologico. D'altra parte qualcuno sostenne che gli mancarono solo le occasioni, dato che la gran parte della sua clientela non prediligeva questi soggetti; la sua amicizia con umanisti come Bembo o Leonico Tomeo proverebbe invece un grande interesse per il mondo classico.
Tuttavia nemmeno Bembo riuscì a convincere l'artista a venir incontro al desiderio di Isabella d'Este di ottenere dal pittore una "favola" per lo studiolo, nonostante la raccomandazione «di tenere ben disposto il Bellino et di componere la poesia ad sua satisfactione»: la marchesa di Mantova si sarebbe dovuta arrendere. Lo stesso Bembo, pur mostrandosi fiducioso con la marchesa, ci dà però un'idea della fiera opposizione dell'artista: «Insomma gli avemo dato tanta battaglia che il castello al tutto credo si renderà».

### Alfonso I
Non si capisce, con queste premesse, come mai Bellini accettò invece la commissione del duca di Ferrara, Alfonso I d'Este, fratello della marchesa, di un quadro a soggetto mitologico da sistemare nel "camerino d'alabastro" che il duca progettava di costruire.
Il risultato complessivo dell'opera non dovette soddisfare il committente, e l'artista intervenne più volte ad opera finita sul dipinto, recandosi di persona a Ferrara per seguire da vicino la sistemazione del quadro. Qui apportò alcune modifiche, scoprendo il seno ad alcune figure femminili a destra e poi, sempre nell'intento di rendere più "tizianamente orgiastico" il quadro, aggiunse alcuni particolari. In occasione di questo viaggio, infatti, Bellini probabilmente vide l'affresco del Mese di Aprile di Francesco del Cossa (1470 circa) nel Salone dei Mesi di Palazzo Schifanoia: il gesto di Nettuno che insinua una mano fra le cosce di Cibele è un'esplicita citazione dell'affresco ferrarese.
Il Festino degli dei fu dunque il primo dei quadri ordinati da Alfonso per il suo camerino: dopo aver invano atteso dipinti da Fra' Bartolomeo e da Raffaello, e aver ottenuto invece un dipinto da Dosso Dossi, pittore di corte a Ferrara, si rivolse a Tiziano che dipinse poi per lui la Festa di Venere, il Bacco e Arianna e infine il Baccanale degli Andrii.

### Discordanze sull'inizio dell'opera
Dell'opera belliniana, oltre alla firma e la data, si conosce anche il documento di pagamento a saldo di 85 ducati che il cancelliere ducale degli Este versò al pittore il 14 novembre 1514. Nonostante ciò gli studiosi hanno preso diverse posizioni circa la data di inizio dell'opera: Wind (1948), ad esempio, sostenne che forse il dipinto poteva essere stato cominciato qualche anno prima per Isabella d'Este, prendendo le notizie date dal Bembo alla marchesa nel 1505 come indicative dell'inizio di una collaborazione, poi sospesa per ignote ragioni. A favore di questa tesi si pronunciarono anche Pallucchini (che propose il 1509), Arslan, Pignatti e Bottari, che accolsero alcune notazioni stilistiche già rilevate da Vasari (una certa incisività "tagliente" nei panneggi, derivata dall'esempio di Dürer), riferibili agli anni immediatamente precedenti, dopo il 1505-1506: quest'ultimo biennio rappresenta l'ipotesi più precoce riguardo alla genesi dell'opera, sostenuta da Bonicatti, che pure non prese opinione circa l'ipotesi legata alla committenza di Isabella.
Ipotesi più recenti, sebbene riscontrino le differenze stilistiche tra alcuni panneggi e il primo piano sassoso rispetto alle altre forme d'impasto corposo e caratterizzate da una stesura tonalista del colore, tendono a scartare la possibilità di una sospensione di qualche anno tra l'avvio e la conclusione dell'opera, anche perché lo stesso soggetto pare legato alle nuove tematiche pastorali e profane del giorgionismo, non compatibili con una datazione troppo precoce.

### I ritocchi
Vasari testimoniò come Tiziano intervenne successivamente sul dipinto di Bellini, poiché non finita. In realtà, le indagini a raggi infrarossi eseguite nel 1956 hanno chiarito che effettivamente sono presenti tre stesure diverse sul dipinto: una prima, originale e belliniana, e due ritocchi a distanza di poco tempo, uno ascrivibile al Dosso e l'altra a Tiziano e riguardanti essenzialmente il paesaggio boscoso. Bellini aveva infatti dipinto un paesaggio luminoso, con pochi e radi alberi dal fogliame leggero, che vennero coperti prima da un'alberatura più fitta e frondosa e, nell'apertura a sinistra, da un paesaggio con case e rovine nella prima ridipintura, e dallo sperone roccioso su un cielo carico di nubi nella seconda e definitiva. Appare evidente che questi interventi erano mirati ad adeguare l'opera a quelle successive che si vennero collocate nel camerino.
Ad alcune figure vennero inoltre mutati il gesto o la veste, o resi più evidenti gli attributi per facilitarne l'identificazione: a Nettuno venne messo in mano il tridente, ad Apollo la lira, ecc.
Secondo Shapley due ultime correzioni più grossolane sono invece da riferire a un quarto pittore, meno dotato: il braccio sinistro di Cibele e quello destro di Nettuno

### Vicende successive
Passata Ferrara sotto il dominio dello Stato Pontificio, il legato di Papa Clemente VIII, il cardinale Aldobrandini, si impadronì delle opere del "camerino", fra cui il Festino. Il dipinto rimase proprietà degli Aldobrandini fino al 1796-1797, quando fu venduto a Vincenzo Camuccini, il cui nipote, Giovanni Battista, lo vendette all'estero nel 1855.
Finito nelle collezioni del quarto duca di Northumberland (Alnwick Castle, Northumberland, Inghilterra), passò ai suoi eredi finché non venne di nuovo ceduto nel 1906 a una società londinese, che nel 1922 lo vendette a sua volta a Peter A. B. Widener, magnate americano le cui collezioni vennero poi donate al da poco istituito museo americano, nel 1942.

## Descrizione e stile

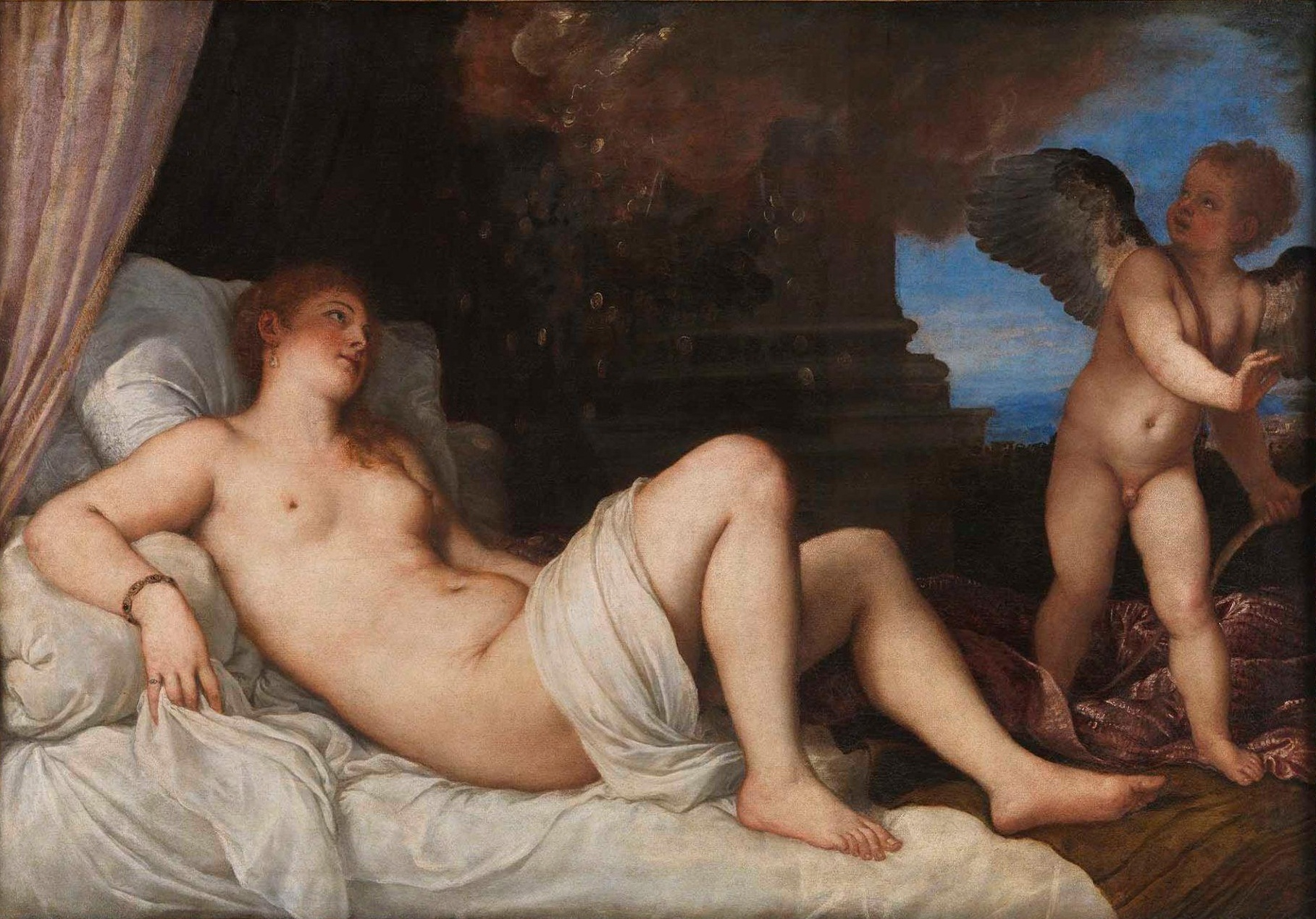
Tiziano Vecellio, Danae (1540), Napoli, Museo di Capodimonte

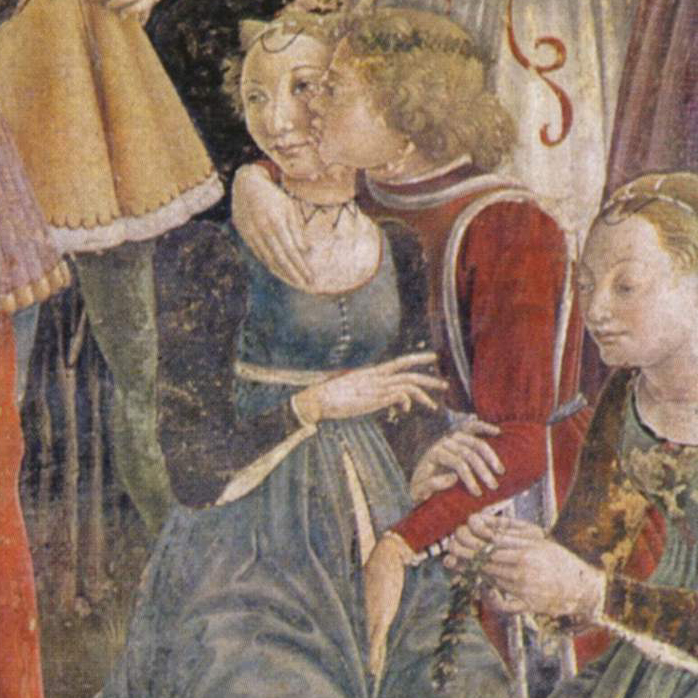
Francesco del Cossa, Aprile (1470), Ferrara, Salone dei Mesi di Palazzo Schifanoia

Secondo le interpretazioni più correnti, l'episodio sarebbe tratto dai Fasti di Ovidio e narrerebbe "un'impresa" del deforme Priapo: dopo un festino degli dei, il semidio, approfittando del torpore generato dal vino, cerca di possedere nel sonno la ninfa Lotide o, secondo un'altra interpretazione, la dea della castità Vesta; essa però viene svegliata dal raglio dell'asino di Sileno, tra lo scorno del farabutto e le risate degli altri dei. Un'allusione al segreto scoperto sarebbe il fagiano sull'albero, simbolo di promiscuità e ciarlaneria, perciò di tradimento che fa scoprire il segreto. Sarebbe quindi effigiato l'istante sospeso immediatamente anteriore alla scoperta, una raffinata istantanea scattata prima della tempesta.
Gli dei sono riuniti in olimpico convito: un lungo, estenuante banchetto durato tutta la notte: adesso, verso l'alba, mentre alcuni son colti dal sonno, sfiancati dal vino e dalle libagioni, Nettuno, al centro, può prendersi qualche libertà, con la mano destra nell'intimità di Cibele, con la sinistra sul fondo schiena di Cerere; qua e là si vedono satiri intenti al servizio, mentre a sinistra è presente Sileno, con l'asino, e il giovane Bacco, che riempie una brocca alla botte: la sua figura si trova anche in un altro dipinto di Bellini di quegli anni, il Bacco fanciullo nello stesso museo americano. Tra le figure ben riconoscibili, in primo piano al centro, si vede Mercurio mollemente sdraiato: nella sua postura si è talvolta letta un'anticipazione della Danae di Tiziano (1545).
La scena dovrebbe avere un carattere lascivo ed erotico, ma invece il tutto appare un po' rigido e freddo: non tanto per un deficit qualitativo (essendo la tecnica perfetta e la raffinatezza dei particolari altissima), ma piuttosto per un approccio tutto sommato casto e moderato al tema, tipico di altre opere come la Giovane donna nuda allo specchio.
Il tentativo di aggiungere dettagli più espliciti da parte dell'artista non riuscì tuttavia a movimentare questa scampagnata divina, tantomeno a renderla fascinosamente erotica: lo scarto di cultura e di mentalità col secolo che entrava - con i suoi nuovi astri nascenti - era evidentemente troppo abbondante. In definitiva a Bellini interessava creare un tono di pacata ed arcaica fiaba mitologica, caratteristica che neanche le modifiche successive alterarono.
«Eppure, anche per le mani di altri, resta non sfiorata la purezza della poesia di Giovanni, che era quella di uomo che meditava [...] sulla bellezza dell'esserci dell'uomo al mondo».
Così, a ben vedere, il dipinto è attraversato da una sorridente e blanda ironia, che evita di fermarsi sui particolari più crudi del racconto del poeta latino, per meditare invece nel considerare amabilmente le divine debolezze degli dei.
Philipp Fehl ha avanzato anche un'altra ipotesi, cioè che l'opera rappresenti un passo dell'Ovidio volgarizzato (traduzione delle Metamorfosi), pubblicato da Giovanni de' Buonsignori, piuttosto che dei Fasti. In quel testo il festino è in realtà un baccanale, i cui convenuti non sono dei ma uomini: solo in un secondo momento la composizione sarebbe stata mutata per adeguarla all'altra fonte letteraria. Nella redazione originale belliniana infatti solo i satiri e il Bacco fanciullo sono manifestamente divini, a indicare lo svolgimento dei misteri bacchici, gli altri personaggi non è detto che lo siano.

## Altri dipinti del «camerino d'alabastro»

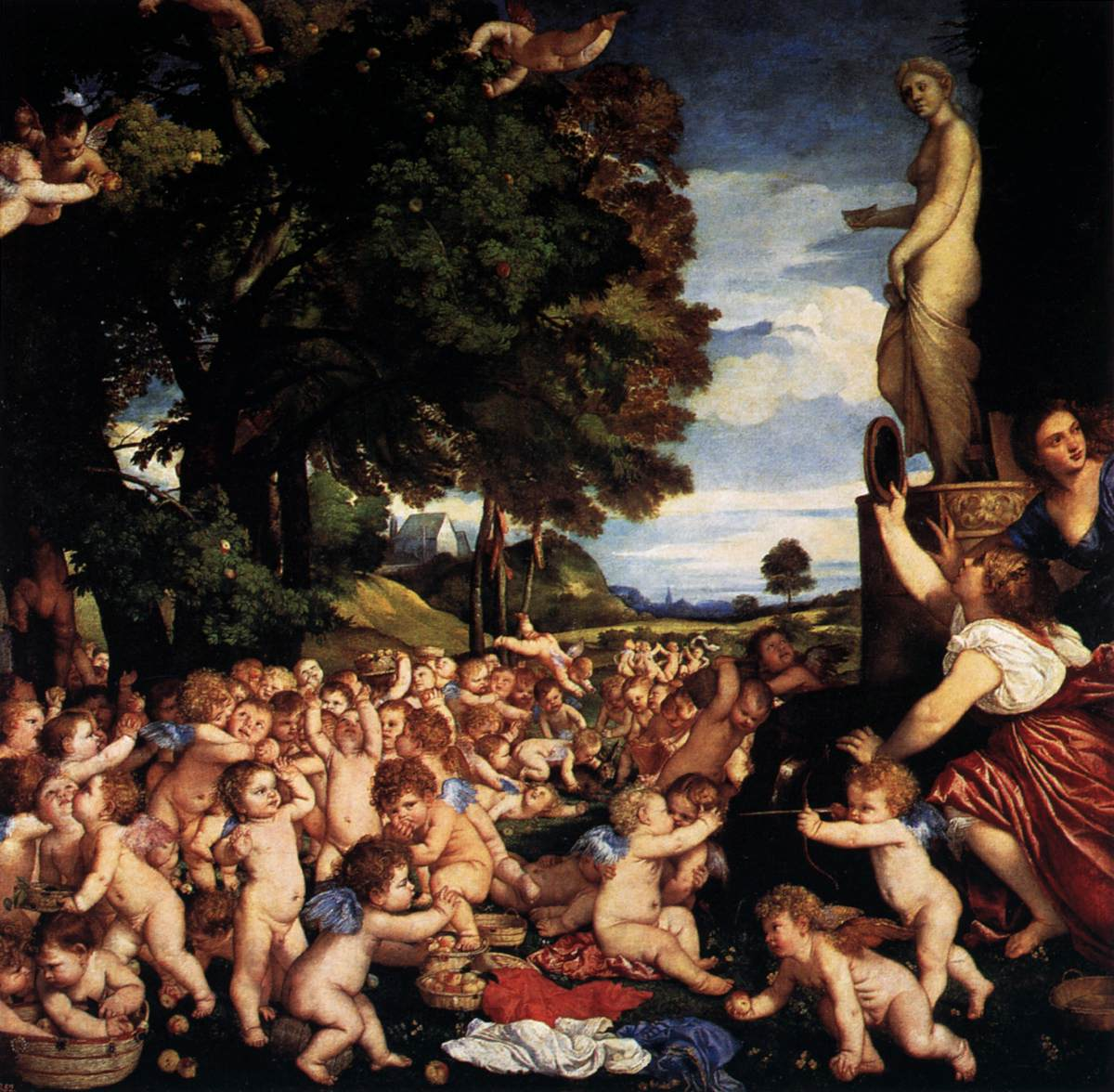
Tiziano Vecellio, Festa di Venere, 1516-1518, Madrid, Museo del Prado
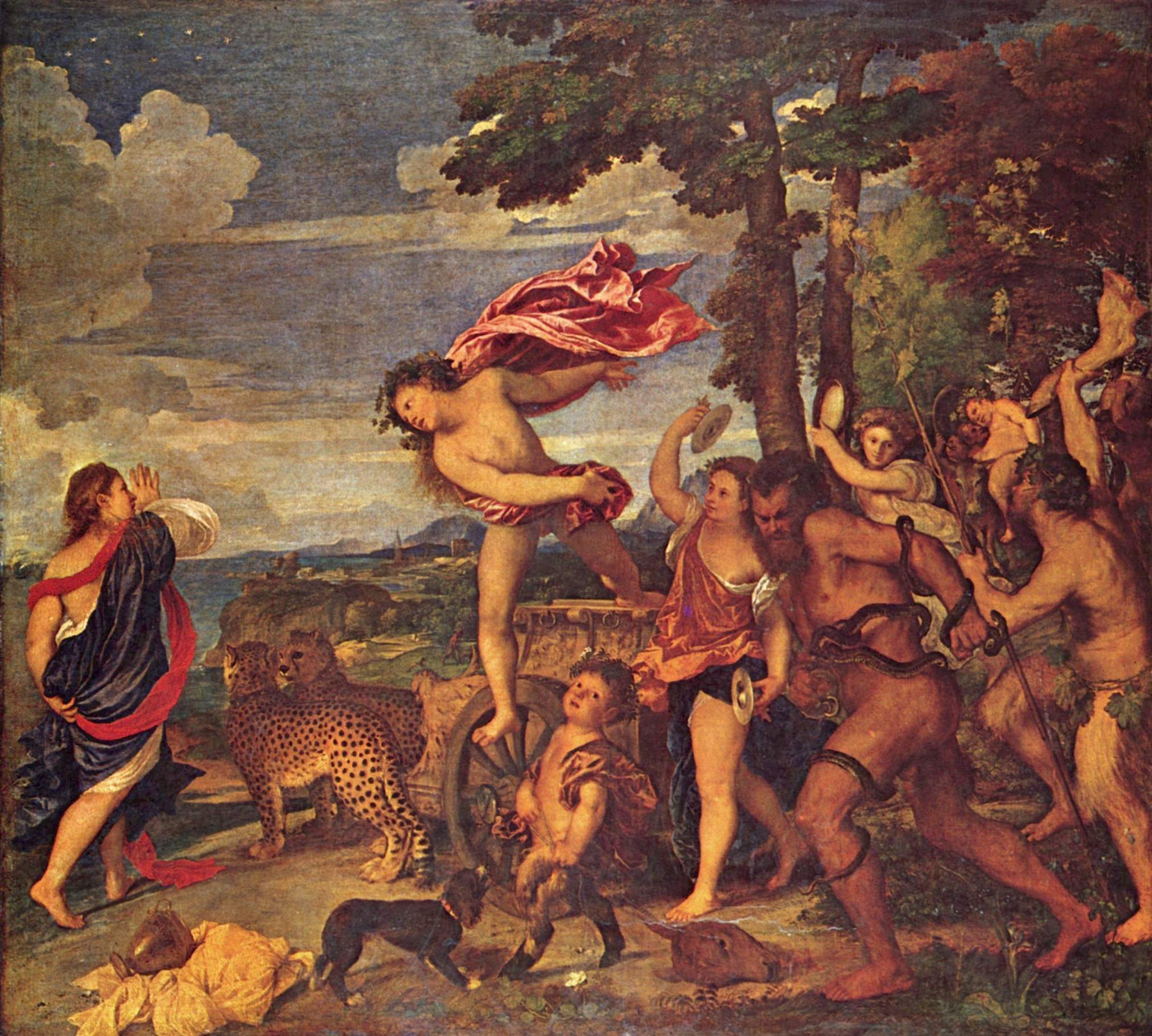
Tiziano Vecellio, Bacco e Arianna, 1520–1523, Londra, National Gallery
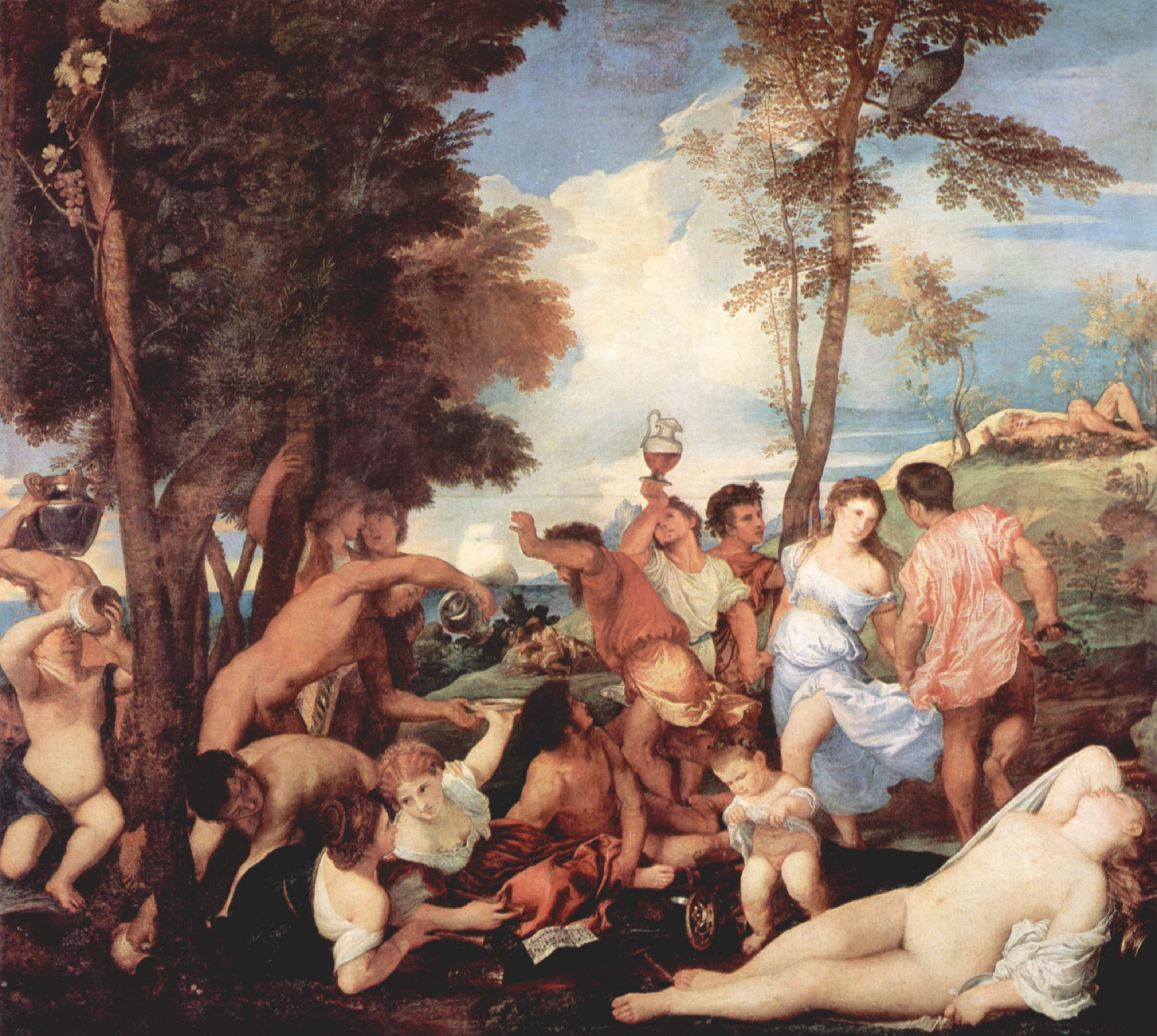
Tiziano Vecellio, Baccanale degli Andrii, 1522–1524, Madrid, Museo del Prado